# Eugen Kircheisen
Eugen Victor Kircheisen (* 21. August 1855 in Johanngeorgenstadt; † 13. Dezember 1913 in Braunschweig) war ein deutscher Bildhauer.

## Leben

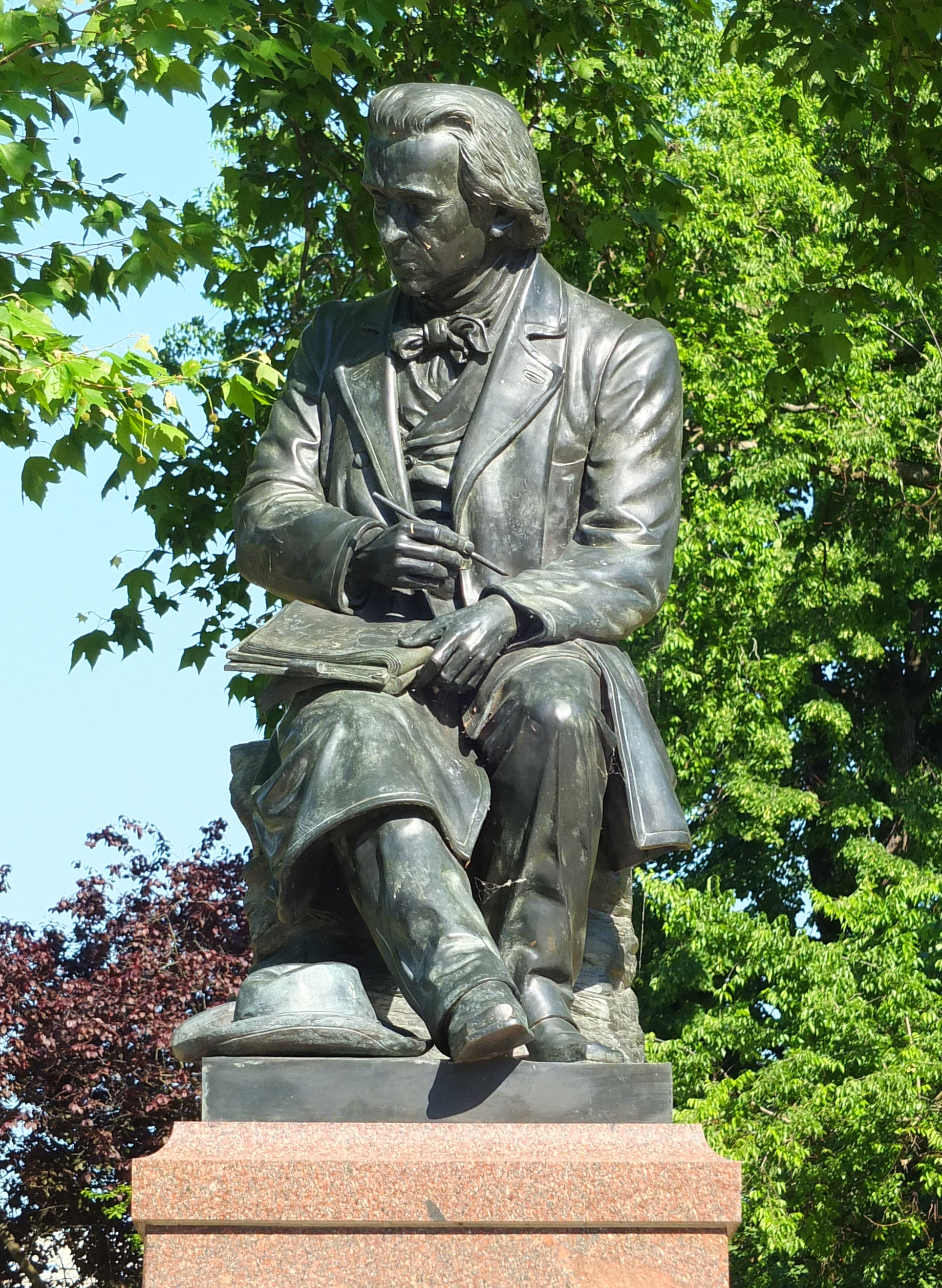
Ludwig-Richter-Denkmal, Dresden

Eugen Kircheisen entstammte einer weitverzweigten sächsischen Familie. Er wurde am 21. August 1855 in Johanngeorgenstadt als Sohn des Kaufmanns Hermann Eugen Carl Kircheisen (1830–1894) und dessen Ehefrau Louise Krumpholz geboren. Sein Onkel Wilhelm Kircheisen war einige Jahre lang Bürgermeister von Johanngeorgenstadt.
An der Johanngeorgenstädter Volksschule zählte Christian Friedrich Röder, für den er nach dessen Tod ein Denkmal schuf, zu Eugen Kircheisens Lehrern. Obwohl er bereits früh künstlerische Neigungen entwickelt hatte, ergriff er zunächst den Beruf des Vaters und begann eine kaufmännische Lehre, die er jedoch nicht abschloss. 
1873 wechselte er an die Kunstgewerbeschule in Dresden, wo er bei dem Bildhauer Ernst Julius Hähnel eine erste Ausbildung im Modellieren erhielt.
Anschließend studierte Kircheisen von 1879 bis 1881 Bildhauerei an der Kunstakademie in Dresden bei Johannes Schilling. Für diesen arbeitete er einige Jahre als Assistent und künstlerischer Mitarbeiter. In jener Zeit war er unter anderem an der Herstellung der Gussformen von Schillings Niederwalddenkmal bei Rüdesheim am Rhein beteiligt.  
Auf der von der Dresdner Kunstakademie jährlich veranstalteten Kunstausstellung präsentierte er 1876 ein Gipsrelief mit dem Titel Relief-Bildniss Sr. Majestät des Königs und auf der Ausstellung im Jahre 1881 ein weiteres Gipsrelief mit dem Titel Männliches Bildniss. 1882 wurde das von ihm geschaffene Porträtrelief des ersten Dresdner Zoodirektors, Albin Schöpf, eingeweiht. 
1892 verlegte Kircheisen seinen Wohnsitz nach Braunschweig. Dort war er an der Herzoglich Technischen Hochschule bei Carl Friedrich Echtermeier tätig.
Eugen Kircheisen starb am 13. Dezember 1913 im Alter von 58 Jahren in Braunschweig.

## Werk
Als selbstständiger Bildhauer schuf Kircheisen neben Denkmälern und Reliefs und Büsten zahlreiche Epitaphien und Kleinplastiken für den Braunschweiger Zentralfriedhof. 1895 ging er unter 34 Künstlern als Sieger der Ausschreibung für ein Denkmal für den Kunstmaler Ludwig Richter hervor. Dieses bekannteste Werk Kircheisens, das am 29. September 1898 im Beisein des sächsischen Königs eingeweiht wurde, steht heute als Nachguss an seinem ursprünglichen Platz auf der Brühlschen Terrasse vor dem Albertinum in Dresden. Das Original war – wie einige seiner weiteren Arbeiten – im Zweiten Weltkrieg eingeschmolzen worden. 
Zwei von Kircheisen geschaffene überlebensgroße Löwenfiguren mit Flügeln, die ab 1893 den Eingang zur Hochschule für Bildende Künste an der Brühlschen Terrasse in Dresden flankiert hatten, wurden im Zweiten Weltkrieg demontiert und später auf dem Gelände der Kunsthochschule abgelegt. Dort gerieten sie in Vergessenheit, verwitterten und sind nur noch in Fragmenten vorhanden. Am Beispiel dieser beiden Löwenskulpturen Kircheisens thematisierte die Künstlerin Eleni Trupis im Herbst 2013 im Rahmen ihrer multimedialen Rauminszenierung PygmaLion im Albertinum das Vergehen und Vergessen vieler Kunstwerke. Die restaurierten dunklen Gusseisen-Fragmente wurden dabei in einer zentralen Diashow gezeigt sowie im Außenbereich auf einem Steinbeet aus weißem Carrara-Marmor präsentiert. Im Foyer der Hochschule für Bildende Künste wurde ein 250 kg schweres einzelnes Fragment, eine Löwenpfote, auf einem Podest gesondert ausgestellt, gemeinsam mit einem historischen Foto der Skulpturen.

## Werke (Auswahl)
- 1882: Porträtrelief des ersten Dresdner Zoodirektors Albin Schoepf; erhalten
- 1893: Zwei große Löwenskulpturen am Eingang der Hochschule für Bildende Künste, Dresden; verwittert, Fragmente erhalten
- 1895/96: Kriegerdenkmal in Johanngeorgenstadt; 1945 eingeschmolzen, Sockel noch erhalten
- 1898: Ludwig-Richter-Denkmal in Dresden; 1942 eingeschmolzen, am 28. September 2013 als Nachschöpfung wieder aufgestellt
- 1899/1909: Denkmal für Herzog Wilhelm von Braunschweig in Blankenburg (Harz); 1945 eingeschmolzen
- 1898/1901: Bismarck-Medaillon für den Turm auf der Carlshaushöhe zwischen Hasselfelde und Trautenstein; nach dem Zweiten Weltkrieg zerstört
- 1901: Denkmal für Christian Friedrich Röder in Johanngeorgenstadt; 1942 eingeschmolzen, 1972 rekonstruiert